# Memorie semantică
Reținerea stimulilor în memoria senzorială este necesară pentru extragerea trăsăturilor sale, care vor fi ulterior prelucrate. Această memorie este utilă în momentul în care clipim sau în timpul sacadelor, în rest stimulii persistă destul timp pentru a putea fi prelucrați direct. Durata ei este de aproximativ 100 milisecunde pentru memoria iconică și 200 milisecunde pentru cea ecoică. În memoria senzorială se rețin informații precategoriale, iar retenția se face automat, și preatențional. Această memorie are o locație precisă în creier.